# Prosena nigripes
Prosena nigripes är en tvåvingeart som beskrevs av Charles Howard Curran 1927. Prosena nigripes ingår i släktet Prosena och familjen parasitflugor. Inga underarter finns listade i Catalogue of Life.